# 哥斯達黎加國徽
哥斯達黎加國徽為盾徽，最上方的藍色綬帶上書有「中美洲」。盾徽內繪有前後（後方有升起的太陽）的海洋（皆繪有掛有國旗的帆船）把三座山峰夾在中間，表示該國的地理的特徵：位於太平洋和大西洋之間。圖案之上繪有七顆代表該國七省的白色五角星。白色的綬帶上書有國名。兩側的球狀圖案為咖啡。

## 历代国徽
- 中美洲联邦
1823年6月6日-1824年5月4日
- 中美洲联邦
1824年5月4日-1824年11月2日
- 哥斯达黎加
1824年11月2日-1840年11月15日
- 哥斯达黎加
1840年11月15日-1842年4月20日
- 哥斯达黎加
1842年4月20日-1848年11月12日
- 哥斯达黎加共和国
1848年11月12日-1906年11月27日
- 哥斯达黎加共和国
1906年11月27日-1964年8月27日
- 哥斯达黎加共和国
1964年8月27日 - 1998年7月17日